# Route nationale 739
La route nationale 739 ou RN 739 était une route nationale française reliant Tonnay-Charente à Fontafie.
À la suite de la réforme de 1972, elle a été déclassée en RD 739 (et, sur le tronçon reliant Tonnay-Boutonne à Saint-Jean-d'Angély, en RD 739E).
Elle permet de relier Rochefort à Limoges un peu plus rapidement qu'en empruntant les N141 et N137 car elle évite les villes d'Angoulême, Cognac et Saintes et offre un trajet diminué de 20 kilomètres.

## Ancien tracé de Tonnay-Charente à Fontafie

### Tracé déclassé en D 739
- Tonnay-Charente
- Lussant
- Puy-du-Lac
- Tonnay-Boutonne

### Tracé déclassé en D 739E
- Tonnay-Boutonne
- Les Nouillers
- La Vergne
- Saint-Jean-d'Angély

### Tronc commun avec laRN 139, déclassée depuis 1972 en D 939
- Saint-Jean-d'Angély
- Matha

### Tracé déclassé en D 739
- Matha
- Bresdon
- Verdille
- Aigre
- Villejésus
- Fouqueure
- Mansle
- Valence
- Cellefrouin
- Saint-Claud
- Nieuil
- Fontafie